# DJ Amato
Christian Amato alias DJ Amato, född 1977, är en svensk DJ. Han har italienskt ursprung. DJ Amato har vunnit flera DJ-tävlingar i Sverige. Har sedan länge alltid funnits med på Timbuktus turnéer. 
Har släppt två mix cds: Future Design Days Soundtrack (2004) och Take It Downtown Swinging,Baby! (2005). Har också varit med på fem av Timbuktus skivor; W.D.M.D, The båtten is nådd, Alla vill till himmelen men ingen vill dö, Live! m/ Damn! och Oberoendeframkallande.
Sänder sedan lång tid tillbaka det uppskattade programmet "P3 Hiphop" på tisdagar 21.03 i P3 tillsammans med Timbuktu, av vilken han ofta kallas Arne. Duon parodierades som "Timbuktu-smurfen och DJ Amato-smurfen" i radioprogrammet Deluxe.